# Час Ляпунова
Час Ляпунова — це час, за який динамічна система приходить до повного хаосу. Час Ляпунова відображає межі передбачуваності системи. За домовленістю, час Ляпунова визначається як час, за який відстань між двома прилеглими фазовими траєкторіями динамічної системи зростає у e разів.
Термін отримав назву на честь українського й російського математика Олександра Михайловича Ляпунова.

## Застосування
Час Ляпунова відображає межі передбачуваності системи. За домовленістю він визначається як час, протягом якого відстань між сусідніми траєкторіями системи збільшується в e раз. Однак іноді можна знайти вимірювання в термінах 2-згорток і 10-згорток, оскільки вони відповідають втраті одного біта інформації або однієї цифри точності відповідно.
Хоча він використовується в багатьох застосуваннях теорії динамічних систем, він особливо використовується в небесній механіці, де він важливий для проблеми стабільності Сонячної системи. Однак емпірична оцінка часу Ляпунова часто пов'язана з обчислювальними або властивими невизначеностями.